# 満福少女ドラゴネット
『満福少女ドラゴネット』（まんぷくしょうじょ ドラゴネット）は2010年7月よりtvk他にて放送された特撮テレビドラマ。全13回。当初は『探偵天使ドラゴネット』のタイトルで放送予定であった。

## 概要
映像制作会社ディープサイドが『キューティーハニー THE LIVE』に続き製作したヒロインアクションドラマ。キー局のtvk以外は深夜帯での放送となったが、本来は子供向け作品として制作された。

## あらすじ
司城摩耶、冥、琉菜の三姉妹は実家の中華料理屋を手伝いながら、叔母である司城徳子の探偵事務所で働く探偵。 龍族の末裔でもある彼女たちは龍戦士ドラゴネットに変身し、邪悪な虎族が引き起こす事件を解決してゆく。

## 登場人物

### 龍族
司城 摩耶（つかさぎ まや） / ドラゴトルテ
司城家長女。17歳。司城三姉妹のまとめ役。
物体に残った人間の残留思念を読み取ることが出来る。
赤龍の力を宿した、愛と「誠」の戦士・龍戦士ドラゴトルテに変身する。
最終二話で虎族に連れ去られたのち、その実験によりハイブリッド種族であるドラゴナイツに改造させられ暴走するも、ドラゴショコラ（琉菜）の手によって消滅には成功。しかし司城家のもとに戻ってくることはなかった。
司城 冥（つかさぎ めい） / ドラゴスフレ
司城家次女。16歳。三姉妹の仲では一番行動派。
性格は直情径行で男言葉を話す。身体能力は三姉妹随一。
青龍の力を宿した、愛と「絆」の戦士・龍戦士ドラゴスフレに変身する。
司城 琉菜（つかさぎ るな） / ドラゴショコラ
司城家三女。15歳。三人の中では一番おとなしい。
夢見がちなメガネっ子。限界はあるが、人の心が読める能力がある。
黄龍の力を宿した、愛と「希望」の戦士・龍戦士ドラゴショコラに変身する。
司城 徳子
司城徳子探偵事務所の所長。元警視庁刑事部捜査一課の捜査官。
三姉妹の叔母に当たる。「超一流」という言葉に弱く、つぎ込むお金はいとわないので探偵事務所はいつも赤字。
当人はいっこうに気にせず、つけは三姉妹が払わせられている。
司城 多美子
「龍王満席」のオーナーで、三姉妹の母親。
司城 霧子
三姉妹の叔母、母・多美子の妹で、徳子の姉。娘のアスカとともにアメリカから帰国。
司城 アスカ（第11話まで「エンディングの女」） / ドラゴトルテ（2代目）
霧子の娘。三姉妹とは従姉妹の関係。
アメリカから帰国後、「龍王満席」を探し歩いていたクリスマス・イブの夜、摩耶が虎族に連れ去られるところを目撃。
摩耶が身に着けていた羅針紋の指輪を拾い、勢いでドラゴトルテに変身、そのままドラゴナイツとの戦いに身を投じた。

### 虎族
蒲生 茂
IQ200を越す超天才で、虎族の末裔。四人の中ではリーダー的存在。
優秀な遺伝子を持つ虎族ではなく、愚かな人間がこの星を支配していることに我慢がならない様子。
人の心を操ることができる。短命である虎族の存続に関わる研究のために、怪盗ダルメシアンに虎族ゆかりの美術品を集めさせたり、その糸口を探すために数式を狙う。
前述の通り、虎族は短命であるため、20歳を超えた茂の身体は衰弱しつつある。後半では1人で歩くことも困難であり、常に杖をついて歩いている。
虎族存亡の最後の手段として摩耶をドラゴナイツに改造する。最終話では暴走するドラゴナイツを止めるためにドラゴネットと共に戦うが、弟である鉄馬を助けてドラゴナイツの犠牲になり消滅。
倉科 健吾
IQ200を越す超天才で虎族のひとり。明るい性格でスポーツマン。
女性に優しく、四人の中では最も人当たりが良い飄々とした性格。
人間の脳内を見ることができる能力があり、研究のための数式の手がかりを暴くことができた。
ドラゴナイツに改造された摩耶から茂の指示で指輪を奪おうと交戦するも、圧倒的な力に圧され、ドラゴナイツの指輪に吸収され消滅した。
神宮寺 秋伸
IQ200を越す超天才で虎族のひとり。
徹底的にクールで、鉄馬と健吾でさえたまに何を考えているか判らないときがあるほど。
好戦的でやや粗暴な部分があり、徳子には子供のような扱いを受けている。
最終話でドラゴナイツの完全体への進化のために自ら犠牲になり消滅した。
蒲生 鉄馬
IQ200を越す超天才で虎族のひとり。茂の弟。
一番年下のせいか三人からは軽んじられている。それが本人は気に入らない。
何とか三人に自分を認めさせようとするのだが、やることが裏目に出ることがある。
最終的に茂、健吾、秋伸がドラゴナイツに倒され、虎族最後の生き残りになってしまった。
怪盗ダルメシアン
ドラゴネットの前に立ちはだかる怪盗。
虎族の一人であるが、卑怯な手段を好まない。

### その他
司城 太三郎
中華料理「龍王満席」のオーナー兼料理人で、三姉妹の父親。笑顔が絶えない。
清水 琢己
太三郎の料理に感動し、無理やり弟子入りを申し込む。熱血漢。
宮坂 健之助
警視庁刑事部捜査一課の課長。司城徳子の元上司。
何かと事件に絡んでくる徳子と三姉妹を煙たがっていた。
最終二話で摩耶の捜索に協力し、事件の三ヵ月後に徳子と結婚し冥、琉菜、アスカの伯父になる。

## キャスト
- 司城摩耶 / ドラゴトルテ：久保由利香
- 司城冥 / ドラゴスフレ：内田あや香 、春名風花（幼少期）
- 司城琉菜 / ドラゴショコラ：桃瀬美咲
- 司城アスカ（エンディングの女） / ドラゴトルテ（2代目）：鹿谷弥生
- 司城徳子：エリカ
- 司城多美子：美保純
- 司城太三郎：見栄晴
- 清水琢己：川村亮介
- 宮坂健之助：高野八誠
- 司城霧子：時任亜弓
- 蒲生茂：吉村卓也
- 蒲生鉄馬 / 怪盗ダルメシアン：宇治清高
- 倉科健吾：川畑一志[3]
- 神宮寺秋伸：田中滋人
- ドラゴナイツ（スーツアクター）：前田浩[1]

## スタッフ
- 監督：原正之、佐野智樹、金田龍、小中和哉、本田隆一
- アクション監督：大橋明
- 助監督：伊藤良一
- 脚本：天沢彰、田村竜、白土勉
- キャラクターデザイン：吉崎観音、雨宮慶太
- プロデューサー：小河原修、福原直樹、熊谷典和
- 音楽：森悠也
- 制作：ディープサイド
- 制作・著作：tvk

## 放送日・サブタイトル
| 各話   | 放送日(tvk) | サブタイトル                   | ゲスト出演                     | 演出     | 脚本           |
| ------ | ----------- | ------------------------------ | ------------------------------ | -------- | -------------- |
| 第1話  | 7月3日      | ドラゴネット参上!観音像を守れ! | 布川敏和                       | 佐野智樹 | 天沢彰         |
| 第2話  | 7月10日     | 走れメイ!ゆうれい屋敷を探れ!   | 中村咲哉、菊池隆志             | 佐野智樹 | 天沢彰         |
| 第3話  | 7月17日     | 戦えルナ!孫の無実を証明せよ!   | 坂本恵介                       | 佐野智樹 | 天沢彰         |
| 第4話  | 7月24日     | 踊れマヤ!人気モデルを守れ!     | 増山加弥乃、石川紗彩、寉岡瑞希 | 佐野智樹 | 天沢彰         |
| 第5話  | 7月31日     | ドラゴショコラ危機一髪!        | クロちゃん（安田大サーカス）   | 金田龍   | 田村竜         |
| 第6話  | 8月7日      | 霧の中の少年!                  | 水橋研二、林遼威               | 金田龍   | 白土勉         |
| 第7話  | 8月14日     | 難解明解!数学博士を捜せ!       | 長谷川朝晴、稲垣鈴夏           | 小中和哉 | 天沢彰         |
| 第8話  | 8月21日     | 人生最悪の誕生日!              | なし                           | 小中和哉 | 田村竜         |
| 第9話  | 8月28日     | 幻のツチノコを捕まえろ!        | 小池唯、森康子                 | 本田隆一 | 白土勉         |
| 第10話 | 9月4日      | トロピカル爆破予告事件!        | 佐伯新                         | 本田隆一 | 田村竜         |
| 第11話 | 9月11日     | クリスマスに奇跡を起こせ!      | 小野健斗、宮田早苗             | 原正之   | 白土勉・原正之 |
| 第12話 | 9月18日     | 最後の事件!                    | なし                           | 原正之   | 田村竜         |
| 最終話 | 9月25日     | 愛と絆の最終決戦!              | なし                           | 原正之   | 田村竜         |

## 主題歌
オープニングテーマ「ハリケーン☆ラブ」
作詞：渡瀬マキ / 作曲：SOTARO＠ZZ / 編曲：平川達也 / 歌：JURIAN BEAT CRISIS

エンディングテーマ「Joob Joob」
作詞・作曲：チェッター・ヤーンサエーク / 編曲：タナーコム・ピタックソンクラーム / 歌：Neko Jump

## 放送局
| 放送地域 | 放送局         | 放送期間                                            | 放送日時                                        | 放送系列       | 備考           |
| -------- | -------------- | --------------------------------------------------- | ----------------------------------------------- | -------------- | -------------- |
| 神奈川県 | tvk            | 2010年7月3日 - 9月25日 2010年10月9日 - 2011年1月1日 | 土曜 8時30分 - 9時00分 土曜 26時45分 - 27時15分 | 独立UHF局      | 再放送         |
| 東京都   | TOKYO MX       | 2010年7月11日 - 10月10日                            | 日曜 22時30分 - 23時00分                        | 独立UHF局      | 15日遅れ       |
| 日本全域 | BS11           | 2010年10月1日 - 12月24日                            | 金曜 23時00分 - 23時30分                        | BSデジタル放送 | ANIME+枠       |
| 日本全域 | ニコニコ生放送 | 2010年12月3日                                       | 金曜 20時00分 - 25時35分                        | ネット配信     | 全13話一挙放送 |
| 沖縄県   | 琉球放送       | 2012年2月6日 - 2月27日                              | 月 - 水曜 25時20分 - 25時50分                   | TBS系          | 帯放送         |

## DVD
- 2010年12月8日にキングレコードからDVD-BOX（4枚組）として発売された[1]。

## 探偵天使ドラゴネット
本作品は、当初『探偵天使ドラゴネット』のタイトルで2009年9月27日より日曜9:00 - 9:30にテレビ東京系列で放送される予定であった。該当週のテレビ情報誌にはそのタイトルで番組表に掲載されていた。子供向けに制作されたことも、その名残である。しかし諸般の事情で放送が中止になり、当該枠には、同日から『別冊 週刊AKB』が5週放送された後、2010年3月まで『FAIRY TAIL』の再放送である『明日まで待てない!!FAIRY TAIL』が放送された。その後テレ東日曜9:00 - 9:30枠における特撮ドラマの放送は、2018年4月1日開始の『魔法×戦士 マジマジョピュアーズ!』まで、新作・再放送とも、一切存在しなかった。